# The Very Best of Supertramp: Volume 2
Albums de Supertramp
The Very Best of Supertramp
(1990) Some Things Never Change
(1997)
The Very Best of Supertramp: Volume 2 est une compilation du groupe Supertramp sorti en 1992. Elle fait suite à un album similaire qui compilait les plus grands succès du groupe.

## Aperçu
Cette compilation comprend 13 titres de leurs cinq albums, Crime of the Century, Crisis? What Crisis?, Even in the Quietest Moments…, Breakfast in America et ...Famous Last Words... ainsi que Free as a Bird, la chanson éponyme de leur album de 1987. À l'instar de l'album précédent, l'illustration de la couverture reprend la grille de la pochette de Crime of the Century, la main portant le verre de la couverture de Breakfast in America et le parapluie orange de Crisis? What Crisis? mais cette fois sur un fond noir étoilé au lieu de blanc uni.

## Accueil
Dans sa revue rétrospective, Allmusic note que cette deuxième collection contient des chansons moins familières, dont seulement cinq qui avaient été publiées en singles, dont aucune n'a eu un succès significatif au Royaume-Uni ou aux États-Unis.

## Titres
Toutes les chansons sont écrites par Rick Davies et Roger Hodgson sauf Free As a Bird par Rick Davies.
1. Lady
2. Oh Darling
3. Even In The Quietest Moments
4. Waiting So Long
5. Babaji
6. Gone Hollywood
7. If Everyone Was Listening
8. Just Another Nervous Wreck
9. Don't Leave Me Now
10. My Kind of Lady
11. A Soapbox Opera
12. Downstream
13. Fool's Overture
14. Free As a Bird

## Musiciens
- Rick Davies : chant, harmonica, piano, claviers
- Roger Hodgson : chant, guitares, piano, claviers (sauf sur Free As a Bird)
- John Helliwell : saxophones, clarinettes, chœurs
- Dougie Thomson : guitare basse
- Bob Siebenberg : batterie

### Musiciens additionnels
- Claire Diament : chœurs sur  Don't Leave Me Now

- Mark Hart : guitare, claviers sur Free As a Bird
- Marty Walsh : guitare sur Free As a Bird
- Linda Foot, Lise Miller, Evan Rogers, Karyn White : chœurs sur  Free As a Bird